# Colin Roberts
Colin Roberts (31 de julio de 1959) es un diplomático británico que se desempeñó como Gobernador de las Islas Malvinas y Comisionado de Islas Georgias del Sur y Sandwich del Sur desde el 29 de abril de 2014 hasta septiembre de 2017.

## Carrera diplomática
Colin Roberts ingresó al servicio diplomático en 1989. Desde 2012 se desempeñó como Director de la Ministerio de Relaciones Exteriores y de la Mancomunidad de Naciones para Europa del Este y Asia Central. Anteriormente se desempeñó como embajador británico en Lituania, desde 2004 a 2008, y como comisionado del Territorio Británico del Océano Índico y el Territorio Antártico Británico entre 2008 y 2012. Roberts también ha ocupado puestos de servicios diplomáticos en Japón, Gibraltar e Irlanda.

### Expulsión de los chagosianos

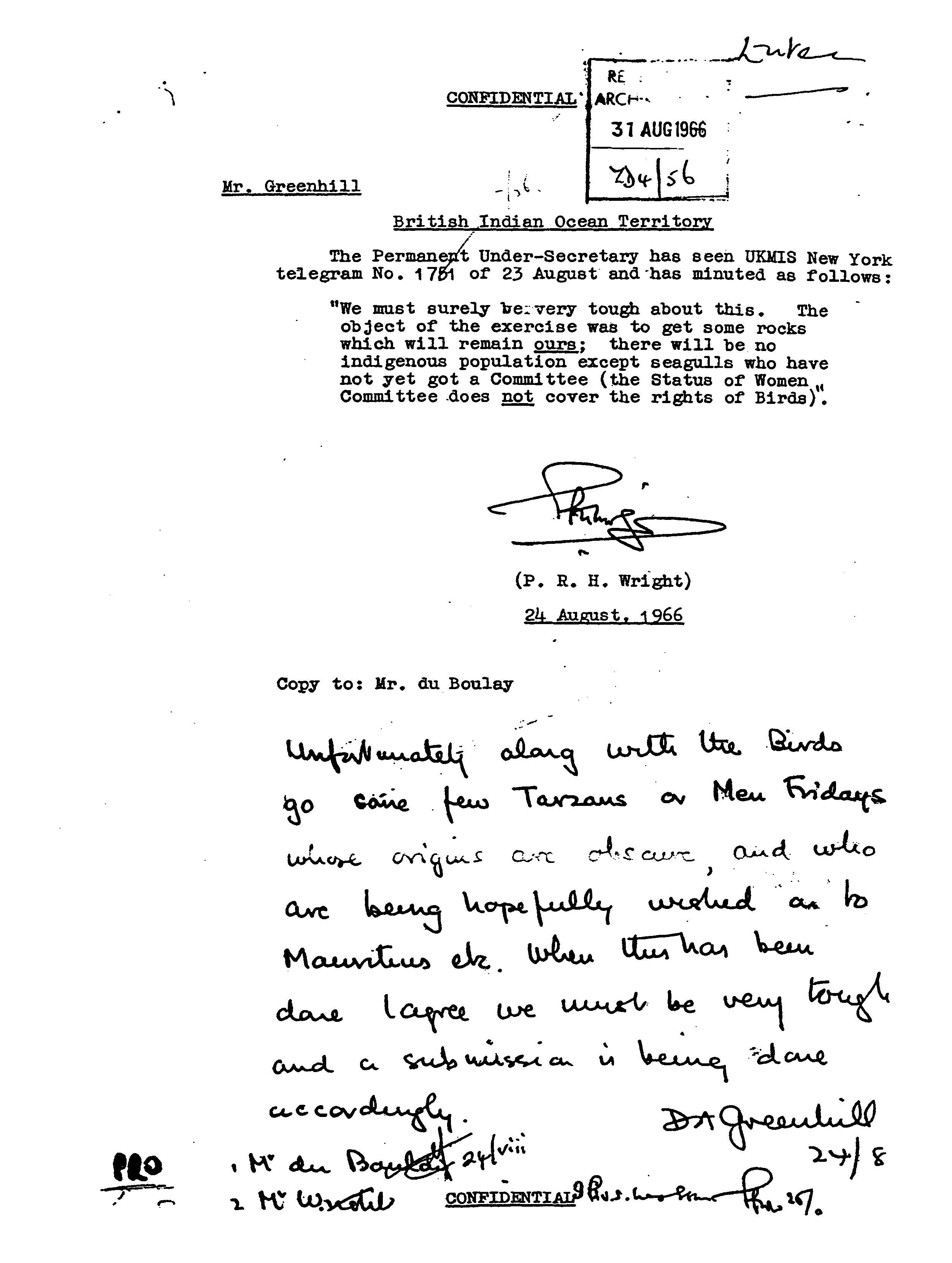
Comunicación diplomática británica del 24 de agosto de 1966: Por desgracia, junto con las aves, van algunos pocos Tarzanes o Man Fridays. 40 años después, Colin Roberts volvió a referirse en esos términos a los pobladores de las islas.

En 2010 The Guardian filtró cables sobre intercambios entre Roberts y el Consejero Político estadounidense Richard Mills sobre la situación en el Territorio Británico del Océano Índico en la que Roberts se refirió a los isleños de Chagos como «Man Fridays». Robert Colins confesó en esos memorandos, que la creación del parque marino en Chagos tenía como objetivo no declarado, evitar que los chagosianos puedan volver a sus hogares.
Los chagosianos fueron expulsados por la fuerza de Diego García entre 1965 y 1972; desde entonces viven en condiciones de pobreza extrema en Mauricio y Seychelles. Marie Sabrina Jean, líder del Grupo de Refugiados de Chagos en el Reino Unido, al ser consultada sobre los motivos por los que el gobierno británico violó sus derechos durante décadas, respondió: «Quizás sea porque nuestra piel es negra».
Documentos oficiales británicos revelaron que las fuerzas armadas norteamericanas y británicas que ocupan el archipiélago de Chagos derramaron cientos de toneladas de desperdicios que están afectando el medio ambiente. Los defensores de los derechos del pueblo chagosiano denunciaron el caso como una muestra de cinismo: mientras que a los chagosianos se les prohíbe volver a sus hogares, con la excusa de proteger el medio ambiente, los militares contaminan las islas y producen daños que pueden ser irreversibles.

### Gobernador en Malvinas

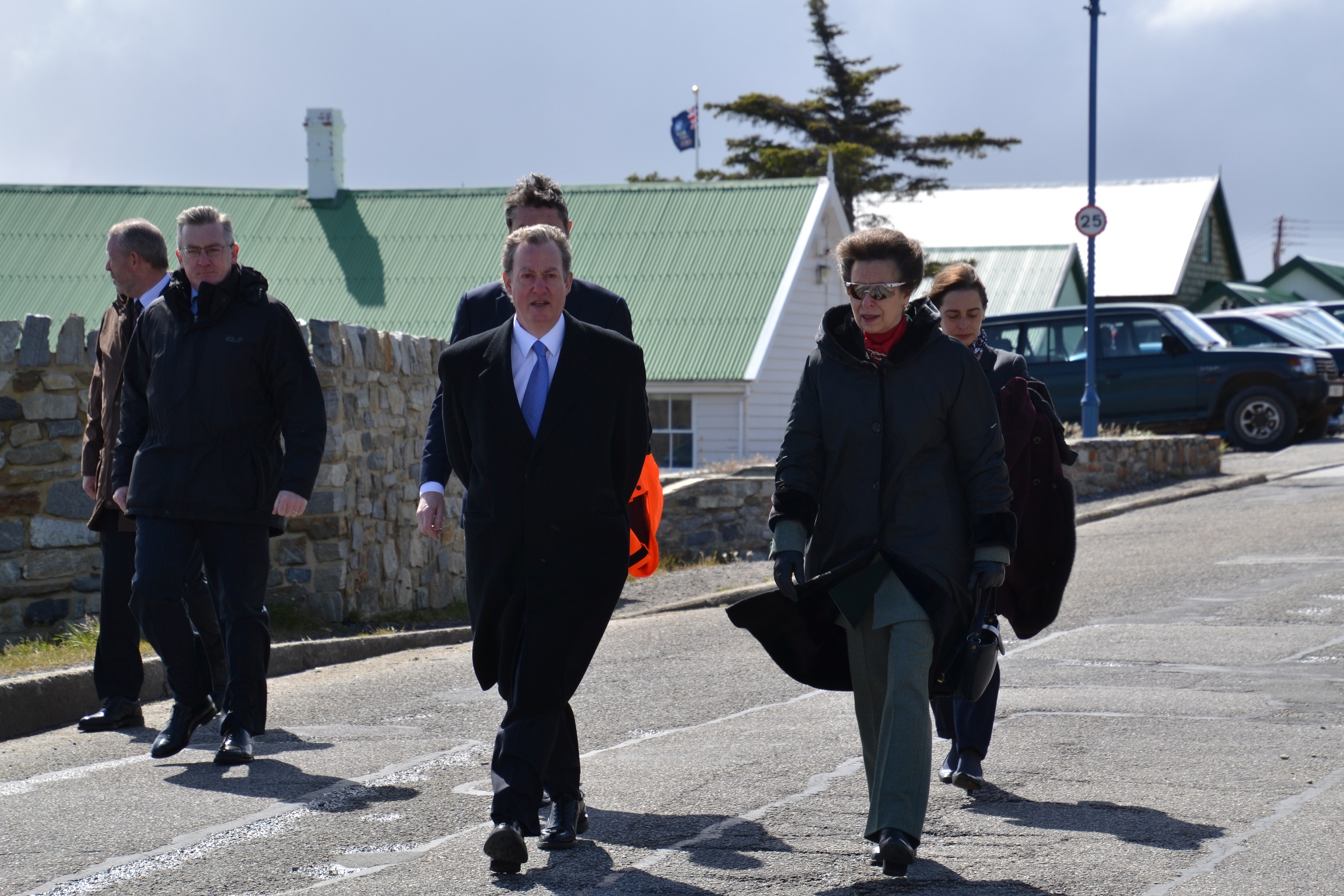
Roberts con Ana del Reino Unido en Ross Road, Puerto Argentino/Stanley, enero de 2016.

En 2013 tras el nombramiento de Roberts como gobernador de las islas Malvinas, Alicia Castro, embajadora de Argentina ante el Reino Unido, se refirió al nombramiento de Roberts como una «provocación» y dijo que «no era la persona para fomentar el diálogo entre las naciones».
Tras asumir como gobernador, Roberts acusó a Argentina de hacer «bullying» contra los isleños y sugirió que «Buenos Aires debería portarse bien para evitar nuevas tensiones con Londres». La embajadora argentina en Londres criticó las declaraciones afirmando que tratan a la Argentina como si fuera «súbdita» del Imperio Británico. Castro también ha dicho que Argentina «no existe como una amenaza bélica para el Reino Unido o los habitantes de las islas Malvinas».
Roberts también ha dicho que el actual despliegue militar de las islas en la Base Aérea de Monte Agradable «es el mínimo que se requiere para defender a las islas contra cualquier posible actividad de la Argentina» y que el secretario de Asuntos Exteriores del Reino Unido, William Hague, es quien debe dialogar con el gobierno argentino sobre la disputa territorial. Castro le respondió afirmando que su país no va a volver a la guerra sino que quiere un diálogo mediante las Naciones Unidas.
En junio de 2016, ante la Asamblea Legislativa de las islas, declaró que la situación económica de las islas se estaba estancando y que había esperanza de nuevos vínculos con el gobierno argentino de Mauricio Macri.
En junio de 2017, el Foreign Office anunció la partida de Roberts de las islas y el reemplazo por Nigel Phillips como gobernador desde septiembre del mismo año.